# WTA Biel
Das WTA Biel (offiziell: Ladies Open Biel Bienne) war ein Damen-Tennisturnier der WTA, das im April 2017 in Biel/Bienne in der Schweiz ausgetragen wurde. Es traten insgesamt 32 Spielerinnen im Einzel und 16 Paarungen im Doppel an. Das Turnier gehörte zur WTA-Kategorie «International» und fand direkt nach den amerikanischen Turnieren in Indian Wells und Key Biscayne statt. 2018 wechselte das Turnier nach Lugano.

## Siegerliste

### Einzel
| Jahr                         | Siegerin            | Finalgegnerin   | Ergebnis  |
| ---------------------------- | ------------------- | --------------- | --------- |
| ↓ Kategorie: International ↓ |                     |                 |           |
| 2017                         | Markéta Vondroušová | Anett Kontaveit | 6:4, 7:66 |

### Doppel
| Jahr                         | Siegerinnen                   | Finalgegnerinnen                | Ergebnis         |
| ---------------------------- | ----------------------------- | ------------------------------- | ---------------- |
| ↓ Kategorie: International ↓ |                               |                                 |                  |
| 2017                         | Hsieh Su-wei Monica Niculescu | Timea Bacsinszky Martina Hingis | 5:7, 6:3, [10:7] |

## Stadion
Das Turnier wurde im nationalen Leistungszentrum Karl-Heinz Kipp von Swiss Tennis in Biel ausgetragen. Die mit einem Kostenaufwand von 8,5 Millionen Franken neu erstellte Halle bietet 3000 Zuschauern Platz und wurde im Februar 2017.